# Tomopterchasia
Tomopterchasia is een kevergeslacht uit de familie van de boktorren (Cerambycidae). De wetenschappelijke naam van het geslacht werd voor het eerst geldig gepubliceerd in 2013 door Clarke.

## Soorten
Tomopterchasia omvat de volgende soorten:
- Tomopterchasia cuneiformis (Fisher, 1952)
- Tomopterchasia sullivanorum Clarke, 2013